# Cantón de Bernay-Oeste
El cantón de Bernay-Oeste era una división administrativa francesa, que estaba situada en el departamento de Eure y la región de Alta Normandía.

## Composición
El cantón estaba formado por ocho comunas, más una fracción de la comuna que le daba su nombre:
- Bernay (fracción)
- Caorches-Saint-Nicolas
- Courbépine
- Malouy
- Plainville
- Plasnes
- Saint-Martin-du-Tilleul
- Saint-Victor-de-Chrétienville
- Valailles

## Supresión del cantón de Bernay-Oeste
En aplicación del Decreto n.º 2014-241 de 25 de febrero de 2014, el cantón de Bernay-Oeste fue suprimido el 22 de marzo de 2015 y sus 9 comunas pasaron a formar parte del nuevo cantón de Bernay.